# Asosa Airport
Asosa Airport (IATA-kod ASO, ICAO-kod HASO), är en flygplats sydost om Asosa, Etiopien huvudstaden i västra Benishangul-Gumuz-regionen i Etiopien. Namnet på staden och flygplatsen kan också translittereras till Assosa. Flygplatsen ligger 5,5 km sydost om staden. År 2004 reste ungefär 215 000 personer via flygplatsen.

## Faciliteter
Flygplatsen ligger på en höjd av 1 561 meter över medelhavsytan. Den har en bana betecknad 11/29, med en asfaltyta som mäter 1 950 gånger 46 meter.

## Flygbolag och destinationer
- Ethiopian Airlines[4] (Addis Abeba Bole International Airport, Axum Airport, Gambela Airport)